# 普耶韦火山
普耶韦火山（西班牙語：Volcán Puyehue）位于智利南部兰科省境内的安第斯山脉中，与周围的科登·考列火山等三座火山共同组成了普耶韦－科登·考列火山群，1941年成立了普耶韦国家公园。周边多温泉，富地热资源。
普耶韦火山最近一次喷发发生在2011年6月，整個南半球的主要航班中斷，包括南美洲、南非、澳大利亞和新西蘭。 將 0.7 立方厘米的物質噴射到大氣中。